# Pál Vásárhelyi (Wasserbautechniker)

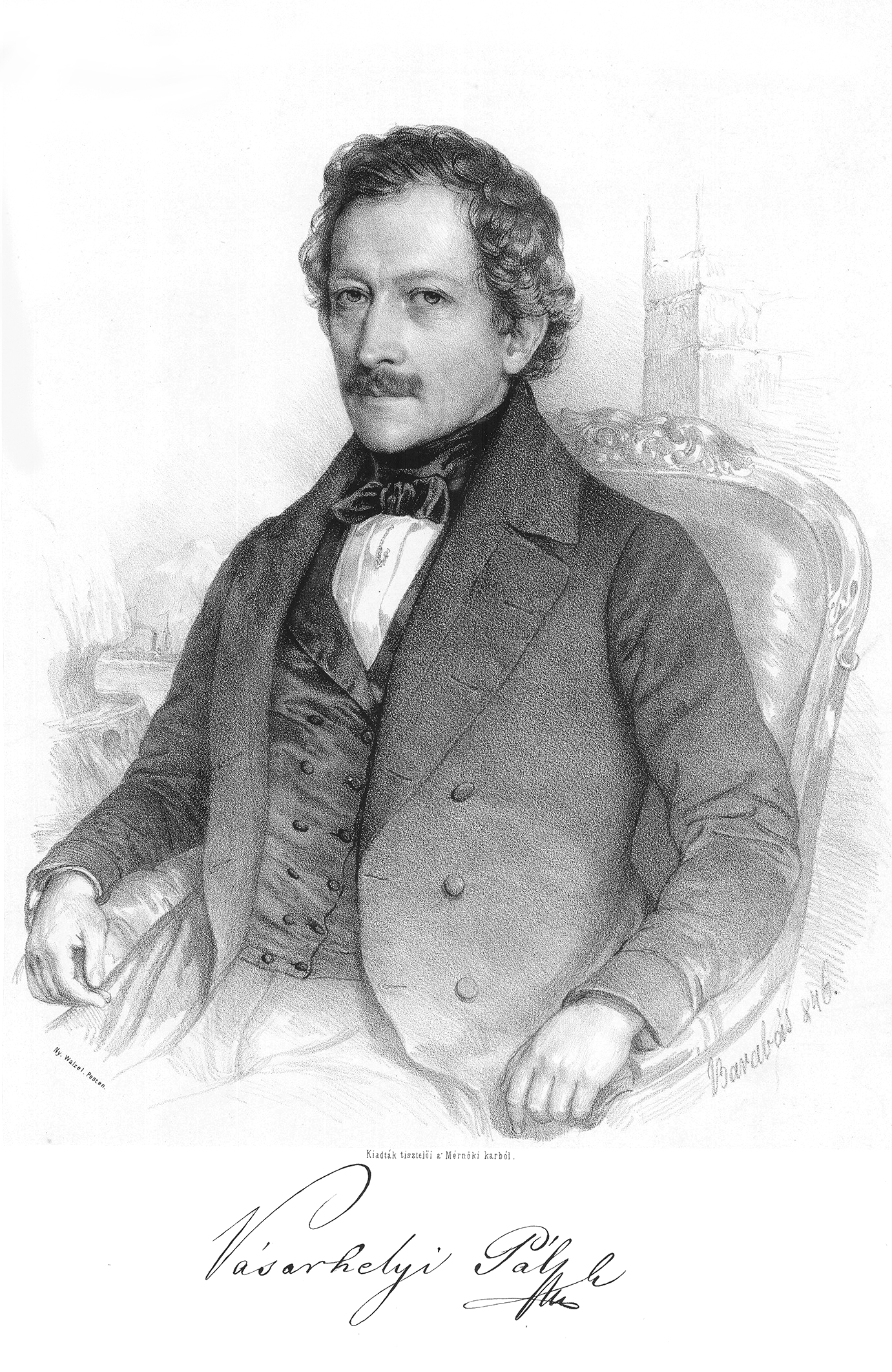
Pál Vásárhelyi nach einer Lithografie von Miklós Barabás aus dem Jahr 1846

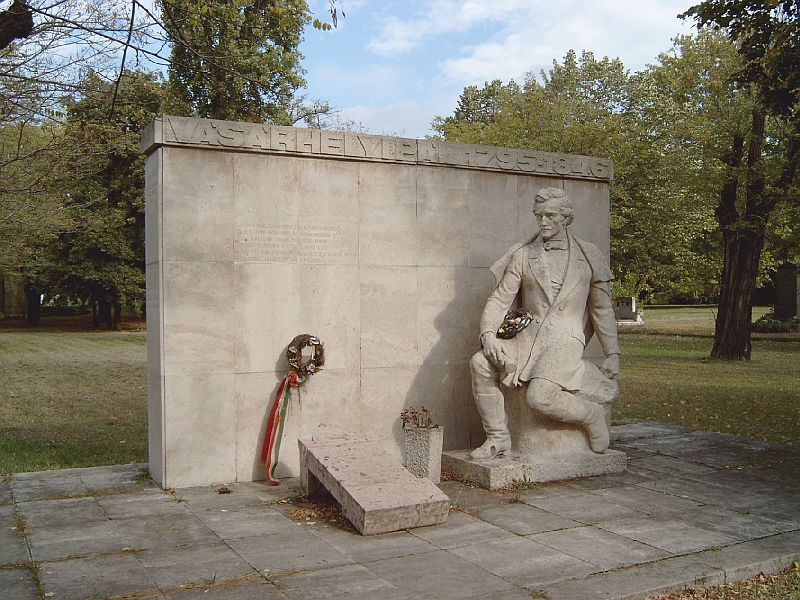
Denkmal in Budapest an Pál Vásárhelyi

Pál Vásárhelyi  (* 25. März 1795 in Szepesolaszi, Königreich Ungarn; † 8. April 1846 Pest) war ein ungarischer Wasserbautechniker.

## Leben und Wirken
Vásárhelyi studierte am Institutum Geometrico-Hydrotechnicum in Budapest, wo er 1816 sein Diplom erlangte. Er war einige Jahre an den Flüssen Theiß und Körös als Wasserbautechniker eingesetzt, bis er vor allem an der Donauregulierung tätig war. Dabei war es auch die Aufgabe, die Donau genau zu vermessen. Im Zuge dessen gab er die beiden Schriften Introductio in praxim triangulationis und Auflösung einiger wichtigen Aufgaben als Beitrag zum geometrischen Triangulieren heraus.
Im Jahr 1829 leitete er die Vermessungen an der unteren Donau. In den Jahren 1833 und 1834 begleitete er István Széchenyi auf einer Studienreise nach Großbritannien. Anschließend war er an Regulierungen und Drainagierungen der Donau beteiligt, die zu den größten Veränderungen der Donau im 19. Jahrhundert führten und die Basis legten, dass die Donau zwischen 1834 und 1896 bis zum Schwarzen Meer schiffbar gemacht wurde.
Im Jahr 1843 erschien eines seiner wichtigsten Werke, Esetmérési Térképe Magyarországnak... az Adriatenger víztükrére alkalmazva, in dem die Höhenangaben entlang der Donau und den dazugehörigen Nebenflüssen als Höhe über Adria dargestellt werden. Dazu verwendete er als Grundlagen auch die Daten von János Lipszky, der vorerst viele Orte in Ungarn kartografierte.
In den frühen 1840er Jahren wurde er auch beauftragt die Regulierung und den Hochwasserschutz der oberen Theiß zu errichten. Fertiggestellt wurde dieser im Jahr 1845. In diesen Jahren und in den Folgejahren bis 1880 wurde die Theiß, die viele Windungen aufwies auf 40 Prozent ihrer ursprünglichen Länge verkürzt.
Vásárhelyi war ab 1833 Korrespondierendes Mitglied und ab 1840 Vollmitglied der Ungarischen Akademie der Wissenschaften.

## Würdigung
Ein großangelegtes mehrphasiges Projekt, das von der ungarischen Regierung im Jahr 2004 beschlossen wurde und dem Hochwasserschutz für Ortschaften an dem Fluss Theiß dient, trägt die Bezeichnung Vásárhelyi-Plan (ungarisch Vásárhelyi-terv).